# Aude
|  | Aquest article tracta sobre el departament francès. Si cerqueu l riu homònim, vegeu «Riu Aude». |

L'Aude (11) és un departament francès de la nova regió d'Occitània, que pren el nom del riu Aude, que neix al massís pirinenc del Carlit i desemboca a la Mediterrània després de recórrer 220 km.

## Districtes
El departament està format per tres districtes:
- Districte de Carcassona
- Districte de Limós
- Districte de Narbona

## Geografia
L'Aude limita amb els departaments dels Pirineus Orientals (al sud), l'Arieja, l'Alta Garona i el llac de Montbel (a l'oest) i el Tarn i l'Erau (Hérault en francès) al nord. A l'est hi ha la mar Mediterrània.
La capital de l'Aude és Carcassona, i les ciutats principals (que formen les dues sotsprefectures del departament) són Narbona i Limós.
Està format per diverses regions o comarques: el Lauragués, el Carcassonès, el Cabardès, el Menerbès, les Corberes, el Narbonès, el Rasès i el País de Saut.
Es troba emmarcat al nord pel massís de la Muntanya Negra i al sud per les Corberes, i és travessat per l'Aude i pel Canal del Migdia, o Canal du Midi. Prop de la mar hi ha els estanys de Sijan, l'Airòla i la part septentrional del de Leucata, que comparteix amb la Catalunya Nord.

## Regions naturals

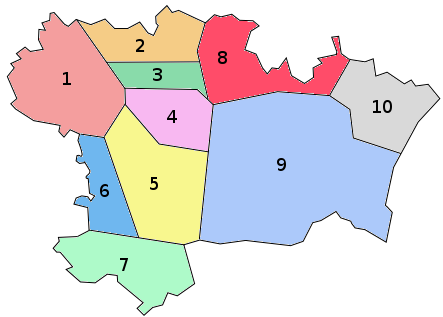
Regions naturals de l'Aude

Dins del departament hi ha els següents territoris històrics:
- 1 - Lauragués
- 2 - Muntanya Negra
- 3 - Cabardès
- 4 - Carcassés
- 5 - Rasès
- 6 - Quercob
- 7 - País de Saut
- 8 - Menerbès
- 9 - Corbièras
- 10 - Narbonès

## Història
L'Aude va ser un dels 83 departaments originals creats durant la Revolució Francesa, el 4 de març de 1790 (en aplicació de la llei del 22 de desembre de 1789). Va ser creat a partir de l'antiga província del Llenguadoc.

## Economia

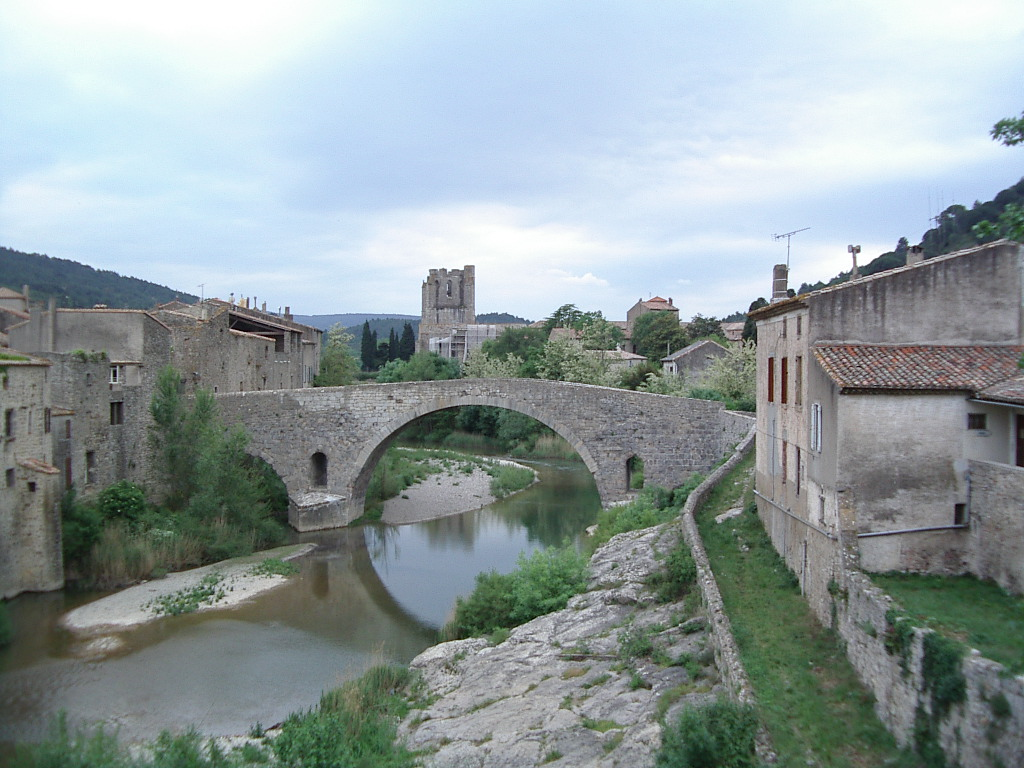
El municipi de Lagrassa és un centre turístic que pertany a l'associació dels pobles més bonics de França

Amb poca importància de la indústria (centrada a les ciutats principals i a la Novèla o Port-la-Nouvelle), els principals recursos provenen de l'agricultura (principalment dels conreus de vinya) i, sobretot, del turisme. Llocs d'interès són la ciutat fortificada de Carcassona, el conjunt monumental de Narbona, l'abadia de Fontfreda, la vila medieval de Concas, els castells de Perapertusa i Querbús i la reserva africana de Sijan, entre d'altres.

## Política
El Consell General de l'Aude està controlat pel Partit Socialista, que hi té la majoria absoluta. Aquesta assemblea és l'òrgan deliberant del departament.
Les atribucions principals del Consell General són la de votar el pressupost del departament i la d'escollir d'entre els seus membres una comissió permanent, formada per un president i diversos vicepresidents, que serà l'executiu del departament. Des de 1998, ocupa la presidència del Consell General el socialista Marcel Rainaud. Actualment, la composició política d'aquesta assemblea és la següent:
- Partit Socialista (PS): 26 consellers generals
- Unió per un Moviment Popular (UMP): 4 consellers generals
- Partit Comunista Francès: 2 consellers generals
- No-adscrits d'esquerra: 2 consellers generals
- No-adscrits de dreta: 1 conseller general